# Župna crkva Krista Kralja u Trnju
Župna crkva Krista Kralja katolička je crkva čija je izgradnja započela 1940. Radi ratnih i poratnih okolnosti Drugog svjetskog rata izgradnja crkve nije bila dovršena. Do 1942. godine izgrađena je kripta, koja je 1970. godine uređena za bogoslužje. Posljednja obnova crkve iznutra bila je 2016. godine.
Nalazi se u zagrebačkoj četvrti Trnje.

## Povijest i arhitektura
Crkva Krista Kralja trebala je biti izgrađena prema projektu kipara Ivana Meštrovića. Prema Regulacionom planu iz 1938. godine crkva je trebala biti središnja tema sklopa građevina na perivojnom potezu. Od ambiciozne vizije izgrađena je samo kripta crkve koja je pretvorena u bogoslužni prostor.  Ispred kripte formiran je ulazni trg koji je ogradom odvojen od javnoga gradskog prostora.
Liturgijski prostor je centralnog karaktera s longitudinalnim usmjerenjem prema prezbiteriju. Prezbiterij je trima stubama izdignut i odvojen od prostora za vjernike. U središtu se nalazi oltar. Lijevo od oltara je ambon, dok se na desnoj strani oltara nalazi svetohranilište.

## Galerija
- Pogled na crkvu s ulice
- Unutrašnjosnt crkve
- Oltar
- Skulptura u crkvi
- Unutrašnjost crkve, sveta voda